# Medizinproduktebuch
Ein Medizinproduktebuch ist eine zusammenfassende Dokumentation aller Daten eines energetisch betriebenen Medizinproduktes der Anlage 1 oder 2, welches nach § 12 der MPBetreibV (Medizinprodukte-Betreiberverordnung) von jedem Betreiber geführt werden muss.
Es muss neben Angaben zum Betreiber, Inventarnummer, Seriennummer, Funktionsprüfung, Prüfdaten, Ergebnissen von vorgeschriebenen sicherheits- und messtechnischen Kontrollen auch das Datum der Einweisung und die Namen der eingewiesenen Personen sowie Daten zu Instandhaltungen enthalten. Gegebenenfalls werden Funktionsstörungen und wiederholte gleichartige Bedienungsfehler sowie Meldungen über eventuelle Vorkommnisse dokumentiert. Bei den Angaben sollte die Bezeichnung nach der vom Deutschen Institut für medizinische Dokumentation und Information (DIMDI) veröffentlichten Nomenklatur für Medizinprodukte eingesetzt werden. 
Für elektronische Fieberthermometer als Kompaktthermometer und Blutdruckmessgeräte mit Quecksilber- oder Aneroidmanometer zur nichtinvasiven Messung muss kein Medizinproduktebuch geführt werden.  
Anwendern muss das Medizinproduktebuch während der Arbeitszeit zugänglich sein. Es muss nach Außerbetriebnahme des betreffenden Medizinproduktes mindestens fünf Jahre aufbewahrt werden. Der zuständigen Behörde ist auf Verlangen am Betriebsort jederzeit Einsicht in die Medizinproduktebücher zu gewähren. 